# Prads-Haute-Bléone
Prads-Haute-Bléone település Franciaországban, Alpes-de-Haute-Provence megyében. Lakosainak száma 174 fő (2022. január 1.). Prads-Haute-Bléone Allos, Beaujeu, Draix, La Javie, Méolans-Revel, Thorame-Basse, Le Vernet és Villars-Colmars községekkel határos.

## Népesség
A település népessége az elmúlt években az alábbi módon változott:
| Lakosok száma | 111  | 151  | 180  | 167  | 189  | 186  | 182  | 179  | 177  | 174  |
|               | 1968 | 1982 | 1990 | 2006 | 2013 | 2015 | 2017 | 2019 | 2020 | 2022 |